# ولتای سیاه
ولتای سیاه رودی در کشور غنا است و طول آن ۱۳۵۲ کیلومتر می‌باشد. این رود به رود ولتای سفید می‌ریزد.